# Linares (Cile)
Linares, capoluogo dell'omonima provincia, è un comune del Cile centrale, e sede vescovile, che si trova nella Regione del Maule. nel mezzo di una fertile regione agricola e vinicola, circa 300 km a sud della capitale Santiago, con la quale è collegata tramite la autostrada "Carretera Panamericana" (Ruta 5 Sur).

## Storia
Fondata nel 1794 da Ambrosio O'Higgins, (in quel tempo, Viceré del Perù). La città conta 104,584 abitanti  in 2025 ed attualmente è la terza città della Regione del Maule per numero di abitanti.

## Profilo economico
La provincia di Linares ha condizioni climatiche favorevoli e una buona irrigazione naturale nella sua valle centrale. Pertanto, in Linares, l'agricoltora e l'agroindustria sono molto importanti nell'economia locale. Le colture più redditizie sono costituite dagli cereali (riso, frumento, mais e cereali minori); dagli ortaggi (pomodori, carciofi, cavolfiori, lattughe, cipolle); dai legumi (lenticchie, fagioli); dai frutti (specialmente kiwi, mele, bacche, uva da tavola, meloni, cocomeri, pesche, pesche nettarine), dai vini di qualità, dalla barbabietola da zucchero, ecc. Nella provincia di Linares si produce il 74% del riso cileno. La provincia esporta vini, uva da tavola, kiwi, bacche e diversi altri prodotti agricoli. La città di Linares è un importante centro cileno dell'industria della barbabietola da zucchero.

## Cattedrale

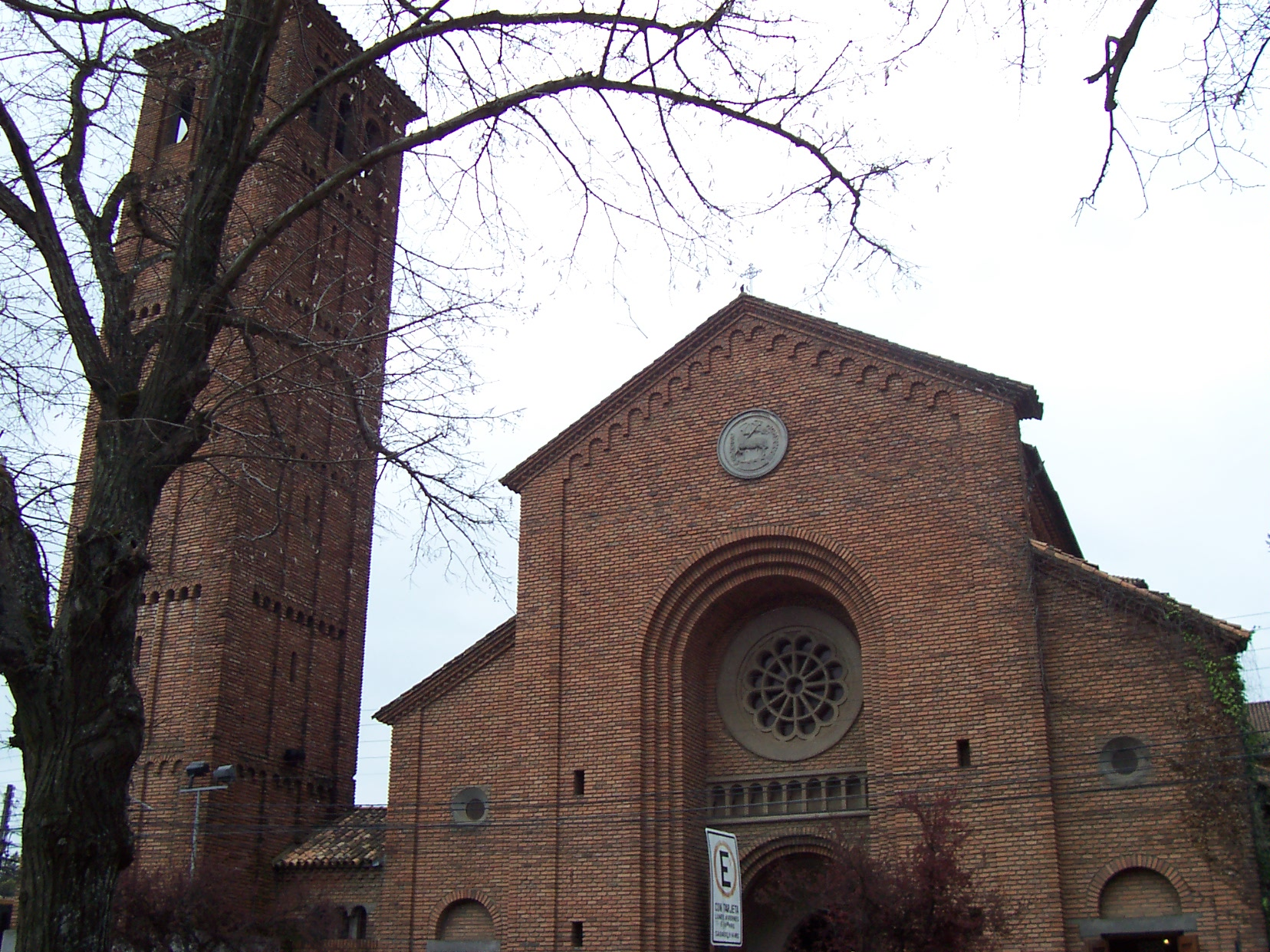
Cattedrale San Ambrosio, Linares, Cile

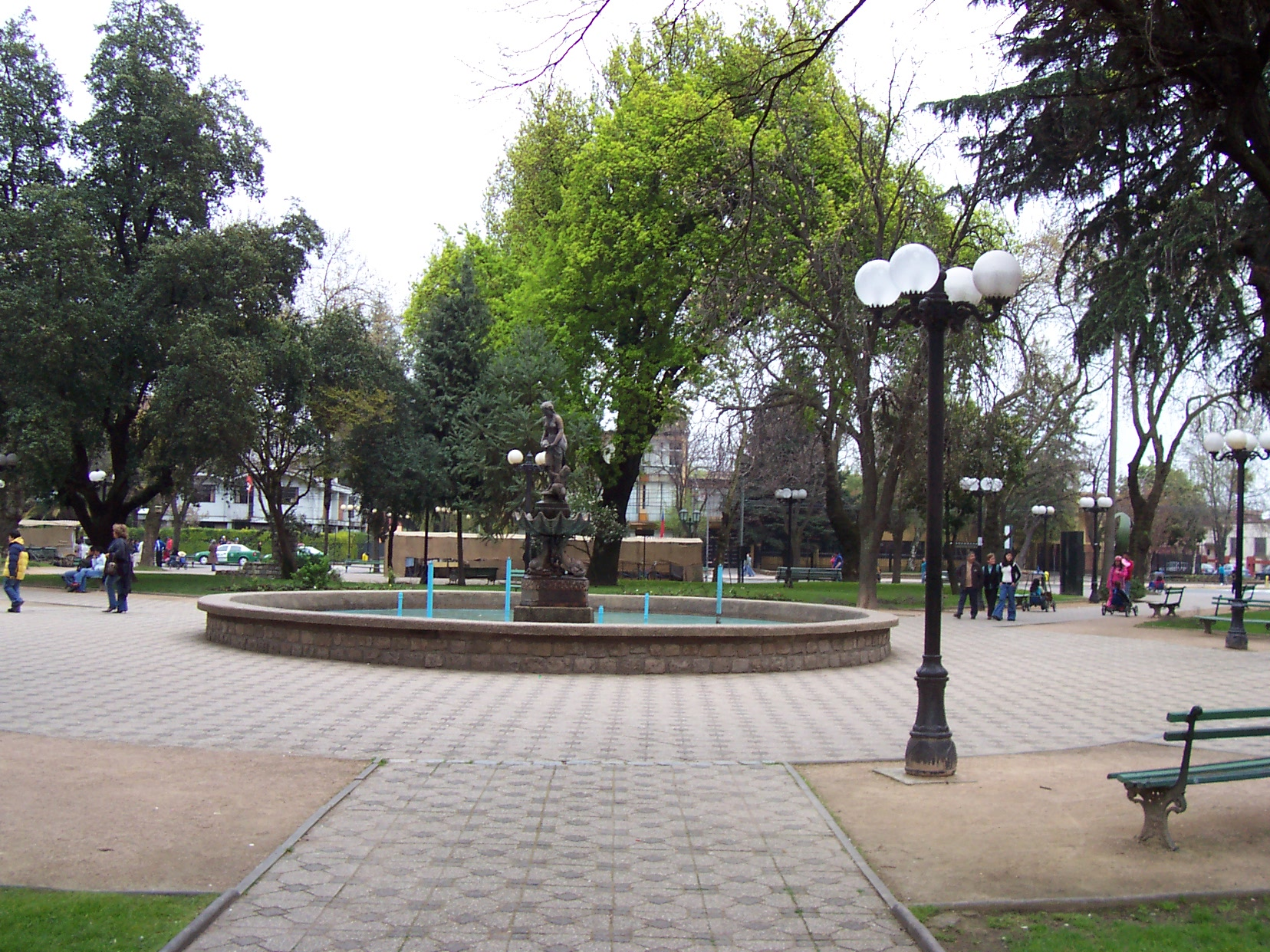
Piazza (Plaza de Armas), Linares, Cile

La cattedrale di Linares (Chiesa di San Ambrosio de Linares) è la sede della Diocesi di Linares ed è basata sul modello della Basilica di Sant'Ambrogio, di Milano. La attuale cattedrale, di stile romanico, è stata costruita dopo la distruzione della vecchia cattedrale, a causa di un terremoto.